# Холмогорское нефтяное месторождение
Холмогорское — нефтяное месторождение в России. Расположено в Ямало-Ненецком автономном округе и Ханты-Мансийском автономном округе. Открыто в 1973 году.
Нефтеносность связана с отложениями мелового возраста. Начальные запасы нефти составляют 70 млн. тонн.
Месторождение относится к Западно-Сибирской провинции.
Оператором месторождение является российская нефтяная компания Газпром нефть.